# ブライアン・ジョーンズ ストーンズから消えた男
『ブライアン・ジョーンズ ストーンズから消えた男』（原題：Stoned）は、2005年のイギリス映画。ローリング・ストーンズのリーダー兼ギタリストだったブライアン・ジョーンズの伝記映画。
トロント国際映画祭やシカゴ国際映画祭などで上映。

## キャスト
| 役名                   | 俳優                   | 日本語吹替 |
| ---------------------- | ---------------------- | ---------- |
| ブライアン・ジョーンズ | レオ・グレゴリー       | 三木眞一郎 |
| フランク・ソログッド   | パディ・コンシダイン   | 諸角憲一   |
| トム・キーロック       | デヴィッド・モリッシー | 中多和宏   |
| キース・リチャーズ     | ベン・ウィショー       | 津田英佑   |
| アンナ・ウォーリン     | ツヴァ・ノヴォトニー   |            |
| ジャネット             | アメリア・ワーナー     |            |
| アニタ・バレンバーグ   | モネット・メイザー     | 本田貴子   |
| ミック・ジャガー       | ルーク・デ・ウルフソン | 檀臣幸     |